# NGC 891
NGC 891 is een spiraalvormig sterrenstelsel in het sterrenbeeld Andromeda. Het hemelobject ligt 30 miljoen lichtjaar (9,05 × 106 parsec) van de Aarde verwijderd en werd op 6 oktober 1784 ontdekt door de Duits-Britse astronoom William Herschel. NGC 891 is een van de sterrenstelsels uit de NGC 1023-groep, een cluster van 5 sterrenstelsels op ongeveer 20,3 miljoen lichtjaar afstand. Het heeft een massa van ongeveer 320 miljard zonnemassa's.

## Synoniemen
- GC 527
- IRAS 02195+4209
- H 5.19
- h 218
- MCG +7-5-46
- PGC 9031
- UGC 1831
- ZWG 538.52

## Galerij

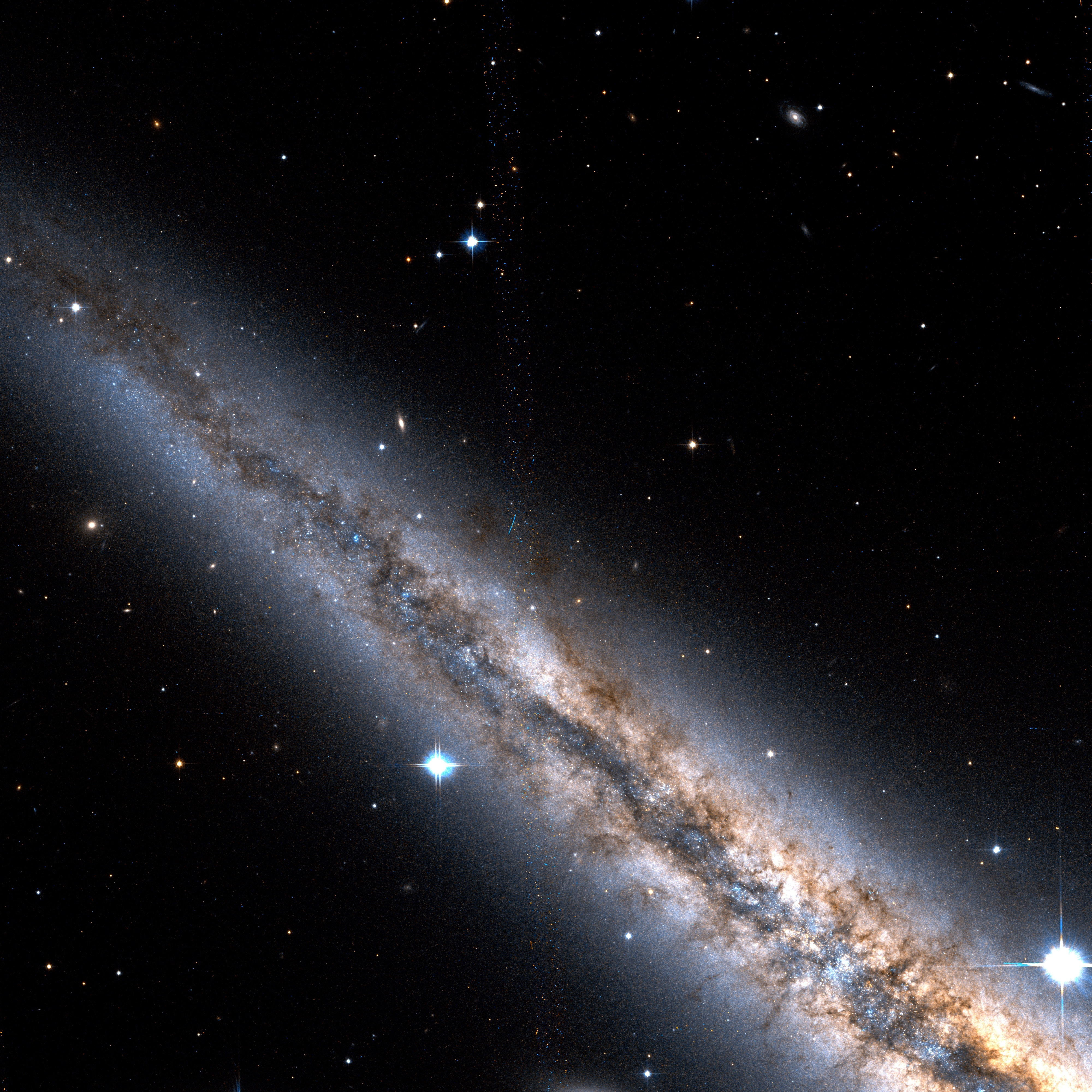
Noordelijke deel van NGC 891
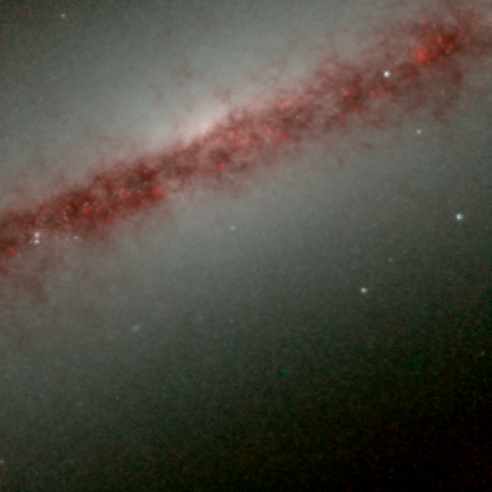
Detailopname van de kern door de Hubble